# Hyllisia albolateralis
Hyllisia albolateralis là một loài bọ cánh cứng trong họ Cerambycidae.